# Godovo
Godovo (cirill betűkkel Годово) település Szerbiában, a Raškai körzet Tutini községében.

## Népesség
- 1948-ban 229 lakosa volt.
- 1953-ban 320 lakosa volt.
- 1961-ben 318 lakosa volt.
- 1971-ben 229 lakosa volt.
- 1981-ben 217 lakosa volt.
- 1991-ben 129 lakosa volt.
- 2002-ben 89 lakosa volt, akik közül 86 bosnyák (96,62%) és 3 szerb (3,37%)